# 第3回NHK紅白歌合戦
『第3回NHK紅白歌合戦』（だいさんかいエヌエイチケイこうはくうたがっせん）は、1953年（昭和28年）1月2日にNHK東京放送会館第1スタジオで行われた、第3回目のNHK紅白歌合戦。19時30分から21時にNHKで生放送された。

## 概要
この年は2月1日にNHKテレビジョン放送開始を控えており、テレビカメラ3台を持ち込んで実験放送が行われた。また、ラジオ単独での放送は今回までとなった。

## 出演者

### 司会者
- 紅組司会：本田寿賀 - NHKアナウンサー
- 白組司会：宮田輝 - NHKアナウンサー
- 総合司会：志村正順 - NHKアナウンサー

司会陣が全員NHKアナウンサーとなるのは史上初。
当初白組司会には過去2年間に引き続き藤倉修一を起用する予定だったが、藤倉の元に上層部からの「海外の放送事情を視察してこい」との命令が下り、3連投は立ち消えとなる。そこで藤倉の代役として白羽の矢が立ったのが、当時入局10年目の中堅だった宮田であり、そのソフトな語り口で自身が担当していた『のど自慢素人演芸会』（現：『NHKのど自慢』）や『三つの歌』などを軒並みNHKの看板番組へと押し上げた実績が買われての抜擢だった。宮田は今回を機に史上最多の15回の司会を務めることとなる。
紅組司会は過去2年タレントの加藤道子・丹下キヨ子がそれぞれ担当していたが、今回は本田が朗読の実力を買われて抜擢された。
両組司会を局アナで固めた理由は聴取者が安心して番組を楽しめる、或いは出演歌手が安心して歌を歌ってもらえる環境を築き上げる必要があったためである。
総合司会については、過去2年間に加え前身『紅白音楽試合』時代から担当してきた田辺正晴に替わって志村が起用された。司会陣がNHKアナウンサーで固められるのは史上初。
今回から実況アナウンサーが登場するようになる。初期ではこのポジションは「スポーツ」がコンセプトの一つであることから、一線級のスポーツアナウンサーが務めていた。

### 出場歌手
初出場、      返り咲き。
| 紅組       | 紅組 | 紅組                       | 白組           | 白組 | 白組                     |
| 歌手       | 回   | 曲                         | 歌手           | 回   | 曲                       |
| ---------- | ---- | -------------------------- | -------------- | ---- | ------------------------ |
| 暁テル子   | 3    | 東京シューシャイン・ボーイ | 伊藤久男       | 2    | オロチョンの火祭り       |
| 荒井恵子   | 初   | ポカパカピカ               | 近江俊郎       | 2    | 湯の町月夜               |
| 池真理子   | 2    | 祇園ブギ                   | 岡本敦郎       | 2    | 青春のファンタジア       |
| 乙羽信子   | 初   | 初恋椿                     | 霧島昇         | 2    | 月が出た出た             |
| 笠置シヅ子 | 2    | ホームラン・ブギ           | 高英男         | 初   | ロマンス                 |
| 菊池章子   | 2    | 母の瞳                     | 竹山逸郎       | 2    | 心の旅路                 |
| 久慈あさみ | 初   | ボタンとリボン             | 津村謙         | 2    | 東京の椿姫               |
| 月丘夢路   | 初   | 新雪                       | 鶴田六郎       | 3    | 長崎の精霊祭り           |
| 奈良光枝   | 初   | 白樺の宿                   | ディック・ミネ | 初   | キッス・オブ・ファイヤー |
| 平野愛子   | 2    | 恋ひとたび                 | 灰田勝彦       | 2    | 野球小僧                 |
| 二葉あき子 | 3    | パダム・パダム             | 林伊佐緒       | 3    | ダイナ・ブルー           |
| 松島詩子   | 2    | マロニエの木蔭             | 藤山一郎       | 3    | 東京ラプソディー         |

前回の出場歌手の中より不選出となった歌手は以下。
- 紅組:池真理子、越路吹雪[注釈 1]、久保幸江、三条町子、轟夕起子、三原純子
- 白組:伊藤久男、宇都美清、鈴木正夫、瀬川伸

### 審査員
- 春日由三 - NHK芸能局長。審査委員長。
- 今村 - 日本ビクター文芸部長。
- 伊藤 - 日本コロムビア文芸部長。
- 清水 - キングレコード文芸部長。
- 川崎 - テイチク文芸部長。
- 吉川義雄 - NHK文芸部長。
- 聴取者代表1名

## 当日のステージ
- 前回と同じく、NHK東京放送会館ラジオ第1スタジオで公開収録。
- 音声と映像は現存せず、写真が現存する。
- 正月開催だったため、ステージ上方には「謹賀新年」のプレートが飾られている。
- 上述のテレビジョンでの実験放送が実施されたことも影響してか、前回出場した宝塚歌劇団出身のスター女優である轟夕起子、池真理子（三日月美夜子）、越路吹雪に続いて、今回も元タカラジェンヌでスター女優の乙羽信子・月丘夢路・久慈あさみが歌手として揃って出場し、出場歌手の顔ぶれも一段と華やかになった[1]。
- 優勝は白組。
- 今回使用したマイクは、司会者用にRCA-77D、歌手用に東芝A型ベロシティーマイクロホンＯＢ-1028。

## 後日譚
- 紅白歌合戦はこの第3回までは正月番組であったが、第4回は12月31日の開催となり、以降毎年大晦日の開催となっている。そのため、1953年は1年で2度開催された[注釈 2]。
- 2017年5月3日に月丘夢路が死去したことにより今回の紅白出場者は全員が鬼籍へ入った[注釈 3]。歴代紅白の中で出場者全員が鬼籍へ入るのは初であり、2022年現在も全回の中で唯一である（第1回・第2回・第4回出場者の菅原都々子は存命中であるものの、今回は不出場）。